# Syringa pubescens subsp. microphylla
Lilas à petites feuilles
Sous-espèce
Classification phylogénétique
Syringa pubescens subsp. microphylla, le lilas à petites feuilles, est une sous-espèce de plantes à fleurs de la famille des Oleaceae. C'est un arbrisseau ornemental.

## Synonyme
- Syringa microphylla Diels